# Dischidia complex
Dischidia complex är en oleanderväxtart som beskrevs av William Griffiths. Dischidia complex ingår i släktet Dischidia och familjen oleanderväxter. Inga underarter finns listade i Catalogue of Life.